# Xã St. Clere, Quận Pottawatomie, Kansas
Xã St. Clere (tiếng Anh: St. Clere Township) là một xã thuộc quận Pottawatomie, tiểu bang Kansas, Hoa Kỳ. Năm 2010, dân số của xã này là 72 người.